# Indesit

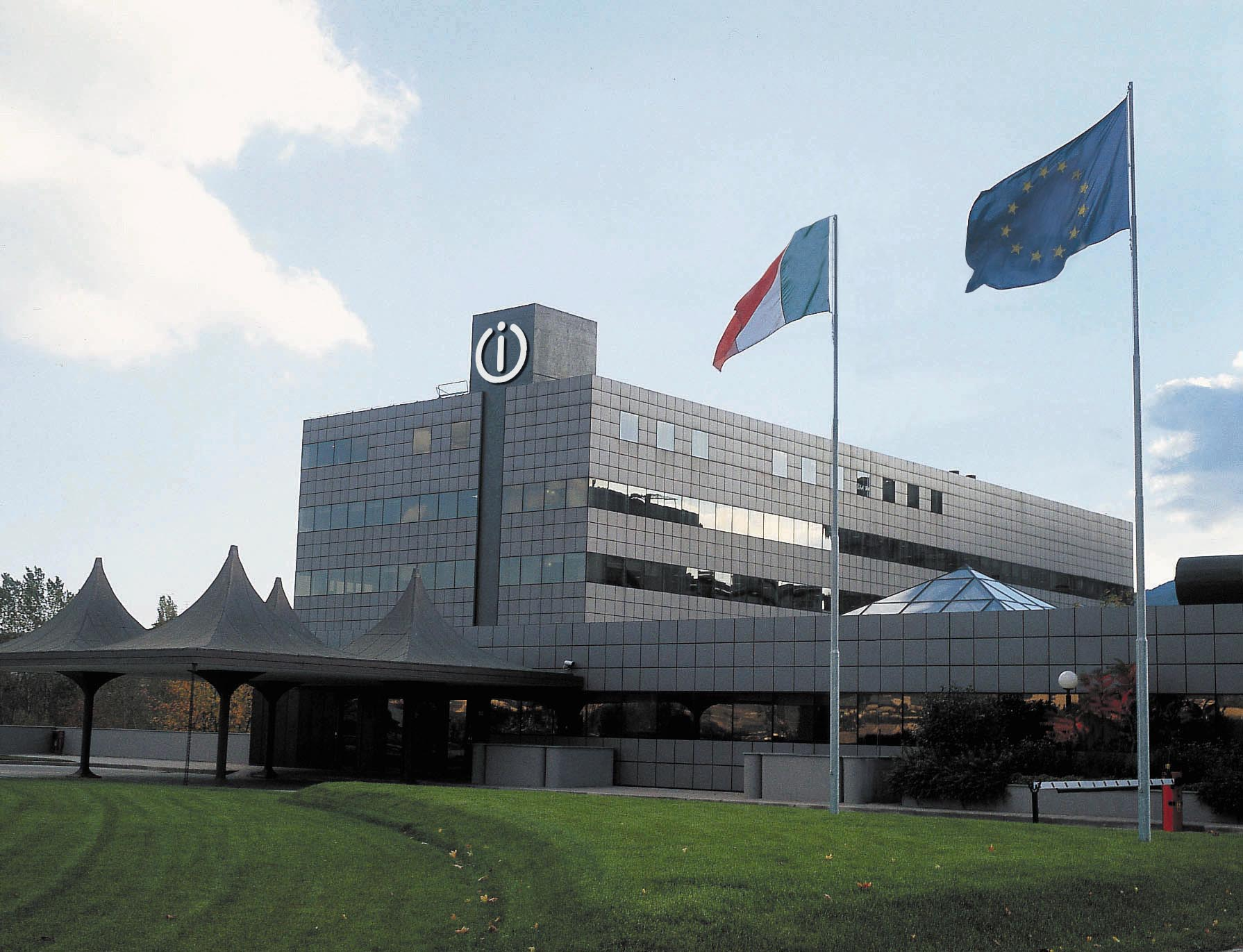
Le siège de l'entreprise à Fabriano

Indesit Company est une entreprise de fabrication d'électroménager italienne. Elle est l'héritière d'Industrie Merloni, une entreprise fondée en 1930 par l'industriel Aristide Merloni à Fabriano (AN) en Italie. Depuis 2017, elle est intégrée au groupe américain Whirlpool à la suite de la sortie finale du capital de la famille Merloni.
En 1970, à la suite de la mort de son fondateur, Merloni Industrie (it) est réorganisée par ses trois fils (Vittorio, Francesco et Antonio) en trois sociétés autonomes. Deux d'entre elles sont toujours en activité : 
- Merloni SpA , la division appareils ménagers, plus tard rebaptisée Indesit Company, dirigée par Vittorio Merloni, puis son fils Andrea, jusqu'à la vente de leur participation majoritaire à l'Américain Whirlpool en 2017 ;
- Termosanitari Merloni SpA , la division plomberie et chauffage, renommée en 2009 Ariston Thermo, dirigée par Francesco Merloni, puis par son fils Paul ; elle est toujours en activité et toujours contrôlée par la famille Merloni.

## Historique de l'entreprise
Dans les années 1980, avec le rachat par des groupes internationaux de nombreuses sociétés italiennes d’électroménager, Merloni Ménager devient le premier fabricant d’appareils domestiques  du secteur industriel. À partir de 1980, le groupe connaît un certain nombre de turbulences qui prennent fin avec le retour de Vittorio Merloni à la tête du groupe lorsque s’achève son mandat de président de la Cofindustria. Les bénéfices et les recettes de la société reprennent leur croissance, conduisant la famille Merloni à décider de l’entrée de la société en bourse en 1986.
En 1987, Merloni Elettrodomestici, désormais coté en bourse, acquiert Indesit, son grand rival sur le marché italien qui détient 33 % du groupe Philco Italy et peut se prévaloir d’une certaine présence sur les marchés internationaux.
En 1988, Merloni, au travers les marques Indesit et Ariston, réalise un chiffre d’affaires de 1,059 milliard de dollars, devenant le quatrième fabricant d’appareils électroménagers domestiques.
L’année suivante, elle prend le contrôle de Scholtès. En 1990, Merloni entre  dans le capital de son fournisseur de tubes en acier, à hauteur de 7 %. La même année, la société comptabilise 6 000 employés dans des établissements de divers pays incluant la France, le Portugal et la Russie.
En 1994, Merloni enregistre un chiffre d’affaires de 1,9 milliard avec 10 % de parts de marché en Europe. L’année suivante commence la prise de contrôle d’un tiers du capital de Star S.p.A (Société Trevigiana Apparechi Riscaldamento), une société italienne de Conegliano Veneto fabricant de hottes et qui est finalement totalement rachetée en 2002 et absorbée par le groupe en 2003.
En 1999, Fineldo, la holding de la famille Merloni, acquiert Panini, le fabricant d'images autocollantes.
En 2000, prise de contrôle de la totalité du capital de Philco et acquisition de Stinol, le premier fabricant d’appareils domestiques russe.
En 2002, l’achat de Sinudyne  marque l’entrée du groupe de Fabriano dans le marché de l’électronique.
En février 2005, Merloni Elettrodomestici est rebaptisé Indesit Company. Indesit étant la marque du groupe la plus connue hors du territoire italien.
En 2005, Indesit Company ferme son site industriel français de Thionville à Manom (57), fabriquant jusqu'alors les tables vitrocéramiques Scholtès,.
Au début 2007, Indesit Company lance sa nouvelle architecture de marques. La marque Hotpoint est associée à la  marque Ariston pour former la marque Hotpoint-Ariston. 
Andrea Merloni a succédé en 2010 à son père Vittorio Merloni en tant que président directeur général.
Le 9 juin, le groupe a annoncé la mise en place d’un plan d’investissement  d’une période de trois ans 2010 – 2012 destiné à consolider sa présence en Italie.
Deux sites ont été fermés, celui de Brembate (Bergame) et Refrontolo (Trévise).
En juillet 2014, Whirlpool acquiert 60,4 % d'Indesit pour 758 millions d'euros.
En 2015, Whirlpool acquiert le reste des actions d'Indesit.
En 2017, l'entreprise est intégrée au sein du groupe Whirlpool, ses activités intègrent celles de Whirlpool EMEA S.p.A.

## Quelques chiffres
En 2007, les parts de marché d'Indesit dans le marché européen de l'électroménager blanc (fours, réfrigérateurs, cuisson, lave-vaisselle et lave-linge) étaient d'environ 14 %, avec des ventes consolidées de plus de 3,4 milliards d'euros et une production annuelle d'environ seize millions d'appareils vendus dans trente-six pays.
Associé à Whirlpool, c'était le producteur numéro 2 dans le monde en 2013 après Electrolux.
Le groupe Indésit distribuait ses produits sous les marques :
- Hotpoint-Ariston, en Europe Ouest et Est,
- Indesit, en Europe Ouest et Est,
- Hotpoint, en Grande-Bretagne,
- Cannon, en Grande-Bretagne,
- General Domestic, en Grande-Bretagne,
- Wuxi Indesit, en Chine
- Haier Indesit, en Chine,
- Scholtès, en France,

### Sites de production
Indesit disposait de 15 sites de productions, 7 en Italie (Fabriano-Albacina, Melano-Brembate, Carinaro, Communanza, None, Refrontolo, Teverola) et 8 hors Italie (Pologne, Russie, Royaume-Uni, Turquie).
Sites fermés :
- Refrontolo (Italie) : fabrication d'appareils de cuisson, fermé en 2010
- Brembate (Italie) : fabrication de lave-linges, fermé en 2010[5]
- Bodelwyddan (Royaume-Uni) : usine Hotpoint, fabrication de lave-linge, fermée en 2009[6]
- Thionville-Manom (France) : usine Scholtès, fabrication de plaques vitrocéramiques, fermé en 2005
- Praias do Sado (Portugal) : fabrication de réfrigérateurs et congélateurs, fermé en 2004[7]

## Condamnation en France pour entente commerciale
Le groupe BSH Hausgeräte (qui exploite les marques Bosch, Siemens, Viva, Neff), ainsi que Candy, Eberhardt Frères (distributeur de la marque Liebherr), Electrolux (AEG, Arthur Martin), Indesit (Ariston, Scholtès) et Whirlpool, sont condamnés en décembre 2018 en France pour entente commerciale. Cette condamnation résulte de quatre années d'enquêtes de l’Autorité de la concurrence, alertée en premier lieu par la Direction générale de la concurrence, de la consommation et de la répression des fraudes. Lors de réunions tenues entre 2006 et 2009, ces entreprises s'étaient entendues pour fixer à la hausse leurs prix de vente, ce qui leur permettait d'accroître leurs marges au détriment des consommateurs. Le montant total des amendes infligées atteint 189 millions d'euros.